# Faintly Blowing
Faintly Blowing è il secondo album dei Kaleidoscope, pubblicato dalla Fontana Records nell'aprile del 1969.

## Tracce
Brani composti da Peter Daltrey (testi) e Eddy Pumer (musica).
Lato A
1. Faintly Blowing – 4:08
2. Poem – 2:53
3. Snapdragon – 2:42
4. A Story from Tom Bitz – 3:45
5. (Love Song) For Annie – 2:33
6. If You so Wish – 3:40

Durata totale: 19:41
Lato B
1. Opinion – 0:18
2. Bless the Executioner – 2:58
3. Black Fjord – 3:13
4. The Feathered Tiger – 5:09
5. I'll Kiss You Once – 0:57
6. Music – 6:08

Durata totale: 18:43
Edizione CD del 2005, pubblicato dalla Air Mail Archive (AIRAC-1122)
Brani composti da Peter Daltrey (testi) e Eddy Pumer (musica). 
1. Faintly Blowing – 4:12
2. Poem – 2:56
3. Snapdragon – 2:45
4. A Story from Tom Bitz – 3:48
5. (Love Song) For Annie – 2:37
6. If You so Wish – 3:43
7. Opinion – 0:20
8. Bless the Executioner – 3:01
9. Black Fjord – 3:16
10. The Feathered Tiger – 5:12
11. I'll Kiss You Once – 1:00
12. Music – 6:11
13. Do It Again for Jeffrey – 3:16 – Bonus Track
14. Balloon – 2:18 – Bonus Track

Durata totale: 44:35
Edizione CD del 2005, pubblicato dalla Repertoire Records (REPUK1047)
Brani composti da Peter Daltrey (testi) e Eddy Pumer (musica).
1. Faintly Blowing – 4:08
2. Poem – 2:53
3. Snapdragon – 2:42
4. A Story from Tom Bitz – 3:45
5. (Love Song) For Annie – 2:33
6. If You so Wish – 3:40
7. Opinion – 0:18
8. Bless the Executioner – 2:58
9. Black Fjord – 3:13
10. The Feathered Tiger – 5:09
11. I'll Kiss You Once – 0:57
12. Music – 6:08
13. Do It Again for Jeffrey – 3:14 – Bonus Track
14. Poem – 2:52 – Bonus Track - Mono Single Version
15. Balloon – 2:18 – Bonus Track
16. If You so Wish – 3:40 – Bonus Track - Mono Single Version
17. Let the World Wash In – 4:11 – Bonus Track - Special Bonus
18. Mediaeval Masquerade – 2:41 – Bonus Track - Special Bonus

Durata totale: 57:20

## Formazione
- Peter Daltrey - voce solista, tastiere
- Eddy Pumer - chitarra solista, voce
- Steve Clark - basso
- Danny Bridgman - batteria, voce